# فرودگاه تنکودوگو
فرودگاه تنکودوگو (به انگلیسی: Tenkodogo Airport) یک فرودگاه با کد یاتا TEG است . این فرودگاه در کشور بورکینافاسو قرار دارد .